# Leichtathletik-Halleneuropameisterschaften 2019/Teilnehmer (Polen)
| Gelbes Symbol für Goldmedaillen mit stilisierten Olympischen Ringen | Graues Symbol für Silbermedaillen mit stilisierten Olympischen Ringen | Braundes Symbol für Bronzemedaillen mit stilisierten Olympischen Ringen |
| ------------------------------------------------------------------- | --------------------------------------------------------------------- | ----------------------------------------------------------------------- |
| 5                                                                   | 2                                                                     | —                                                                       |

Aus Polen nahmen elf Athletinnen und 20 Athleten bei den Leichtathletik-Halleneuropameisterschaften 2019 in Glasgow teil, die sieben Medaillen (5 × Gold und 2 × Silber) errangen sowie eine europäische Jahresbestleistung aufstellten.
Der polnische Leichtathletikverband Polski Związek Lekkiej Atletyki (PZLA) hatte 32 Sportlerinnen und Sportler nominiert. Wegen einer Knieverletzung musste Jakub Krzewina seine Teilnahme jedoch kurzfristig absagen.
Marcin Lewandowski war zunächst auch für die 800-Meter-Distanz gemeldet, entschied sich dann aber nur beim 1500-Meter-Lauf an den Start zu gehen.

## Ergebnisse

### Frauen

#### Laufdisziplinen
| Athletin | Disziplin         | Vorlauf     | Vorlauf | Halbfinale         | Halbfinale         | Finale             | Finale             |
| Athletin | Disziplin         | Zeit        | Platz   | Zeit               | Platz              | Zeit               | Platz              |
| --- | ----------------- | ----------- | ------- | ------------------ | ------------------ | ------------------ | ------------------ |
| Ewa Swoboda | 60 m              | 7,14 s      | 1       | 7,11 s             | 1                  | 7,09 s             | Gold               |
| Iga Baumgart-Witan | 400 m             | 53,17 s     | 15      | 53,83 s            | 16                 | nicht qualifiziert | nicht qualifiziert |
| Justyna Święty-Ersetic | 400 m             | 52,64 s     | 4       | 52,85 s            | 7                  | 52,64 s            | 6                  |
| Sofia Ennaoui | 1500 m            | 4:16,78 min | 13      | –––                | –––                | 4:09,30 min        | Silber             |
| Karolina Kołeczek | 60 m Hürden       | 8,37 s      | 23      | nicht qualifiziert | nicht qualifiziert | nicht qualifiziert | nicht qualifiziert |
| Klaudia Siciarz | 60 m Hürden       | 8,13 s      | 12      | 8,14 s             | 13                 | nicht qualifiziert | nicht qualifiziert |
| Anna Kiełbasińska, Iga Baumgart-Witan, Małgorzata Hołub-Kowalik, Justyna Święty-Ersetic nicht eingesetzt: Natalia Kaczmarek, Justyna Saganiak | 4 × 400 m Staffel | –––         | –––     | –––                | –––                | 3:28,77 min        | Gold               |

#### Sprung/Wurf
| Athletin        | Disziplin   | Qualifikation | Qualifikation | Finale  | Finale |
| Athletin        | Disziplin   | Weite         | Platz         | Weite   | Platz  |
| --------------- | ----------- | ------------- | ------------- | ------- | ------ |
| Klaudia Kardasz | Kugelstoßen | 18,63 m PB    | 4             | 18,23 m | 5      |

### Männer

#### Laufdisziplinen
| Athlet                                                                                          | Disziplin         | Vorlauf     | Vorlauf | Halbfinale         | Halbfinale         | Finale             | Finale             |
| Athlet                                                                                          | Disziplin         | Zeit        | Platz   | Zeit               | Platz              | Zeit               | Platz              |
| ----------------------------------------------------------------------------------------------- | ----------------- | ----------- | ------- | ------------------ | ------------------ | ------------------ | ------------------ |
| Remigiusz Olszewski                                                                             | 60 m              | 6,72 s      | 8       | 6,72 s             | 14                 | nicht qualifiziert | nicht qualifiziert |
| Karol Zalewski                                                                                  | 400 m             | 47,45 s     | 11      | DNS                | –                  | nicht qualifiziert | nicht qualifiziert |
| Mateusz Borkowski                                                                               | 800 m             | 1:48,82 min | 11      | nicht qualifiziert | nicht qualifiziert | nicht qualifiziert | nicht qualifiziert |
| Michał Rozmys                                                                                   | 800 m             | 1:49,35 min | 18      | nicht qualifiziert | nicht qualifiziert | nicht qualifiziert | nicht qualifiziert |
| Marcin Lewandowski                                                                              | 1500 m            | 3:47,49 min | 10      | –––                | –––                | 3:42,85 min        | Gold               |
| Dominik Bochenek                                                                                | 60 m Hürden       | 7,92 s      | 21      | nicht qualifiziert | nicht qualifiziert | nicht qualifiziert | nicht qualifiziert |
| Damian Czykier                                                                                  | 60 m Hürden       | 7,82 s      | 13      | 7,77 s             | 13                 | nicht qualifiziert | nicht qualifiziert |
| Dariusz Kowaluk, Rafał Omelko, Tymoteusz Zimny, Damian Czykier nicht eingesetzt: Karol Zalewski | 4 × 400 m Staffel | –––         | –––     | –––                | –––                | 3:08,40 min        | 4                  |

#### Sprung/Wurf
| Athlet              | Disziplin      | Qualifikation | Qualifikation | Finale             | Finale             |
| Athlet              | Disziplin      | Höhe/Weite    | Platz         | Höhe/Weite         | Platz              |
| ------------------- | -------------- | ------------- | ------------- | ------------------ | ------------------ |
| Sylwester Bednarek  | Hochsprung     | 2,25 m        | 3             | 2,22 m             | 6                  |
| Norbert Kobielski   | Hochsprung     | 2,10 m        | 18            | nicht qualifiziert | nicht qualifiziert |
| Piotr Lisek         | Stabhochsprung | 5,70 m        | 1             | 5,85 m             | Silber             |
| Robert Sobera       | Stabhochsprung | 5,50 m        | 10            | nicht qualifiziert | nicht qualifiziert |
| Paweł Wojciechowski | Stabhochsprung | 5,60 m        | 8             | 5,90 m PB          | Gold               |
| Tomasz Jaszczuk     | Weitsprung     | 7,86 m        | 4             | 7,80 m             | 6                  |
| Adrian Świderski    | Dreisprung     | DNS           | –             | nicht qualifiziert | nicht qualifiziert |
| Konrad Bukowiecki   | Kugelstoßen    | 20,18 m       | 11            | nicht qualifiziert | nicht qualifiziert |
| Michał Haratyk      | Kugelstoßen    | 20,98 m SB    | 2             | 21,65 m EL         | Gold               |
| Jakub Szyszkowski   | Kugelstoßen    | 20,28 m       | 10            | nicht qualifiziert | nicht qualifiziert |